# Луисбург (Пенсилванија)
Луисбург (енгл. Lewisburg) град је у америчкој савезној држави Пенсилванија.

## Демографија
По попису из 2010. године број становника је 5.792, што је 172 (3,1%) становника више него 2000. године.
| Група             | 2000.         | 2010.         |
| Белци             | 5.078 (90,4%) | 5.080 (87,7%) |
| Афроамериканци    | 147 (2,6%)    | 183 (3,2%)    |
| Азијати           | 157 (2,8%)    | 183 (3,2%)    |
| Хиспаноамериканци | 131 (2,3%)    | 229 (4,0%)    |
| Укупно            | 5.620         | 5.792         |